# Triphyllozoon tenue
Triphyllozoon tenue är en mossdjursart som först beskrevs av James Barrie Kirkpatrick 1888.  Triphyllozoon tenue ingår i släktet Triphyllozoon och familjen Phidoloporidae. Inga underarter finns listade i Catalogue of Life.